# Joseph Cada
Joseph 'Joe' Cada (Shelby, Verenigde Staten, 18 november 1987) is een Amerikaans professioneel pokerspeler. Hij won het Main Event (het $10.000 World Championship No Limit Hold'em-toernooi) van de World Series of Poker 2009. Hij werd hierdoor de jongste (officieuze) wereldkampioen ooit, met een leeftijd van 21 jaar, elf maanden en 22 dagen. Cada nam die titel over van Peter Eastgate, die als 22-jarige het Main Event van de World Series of Poker 2008 won.
Vier jaar na zijn eerste WSOP-titel won Cada zijn tweede, toen hij op de World Series of Poker 2014 het $10.000 No Limit Hold'em Six Handed-toernooi op zijn naam schreef. Hiermee verdiende hij ditmaal $670.041,-. Tijdens de World Series of Poker 2018 won hij zijn derde en vierde titel.
Cada won tot en met mei 2018 meer dan $10.770.000,- in pokertoernooien (cashgames niet meegerekend).

## WSOP bracelets
| Jaar | Event                                        | Prijs      |
| ---- | -------------------------------------------- | ---------- |
| 2009 | $10.000 No Limit Hold 'em World Championship | $8.547.042 |
| 2014 | $10.000 No Limit Hold'em Six Handed          | $670.041   |
| 2018 | $3.000 No Limit Hold'em Shootout             | $226.218   |
| 2018 | $1.500 The Closer No Limit Hold'em           | $612.886   |